# Лохвицкая, Мирра Александровна
Мари́я Алекса́ндровна Ло́хвицкая (по мужу Жибе́р — фр. Gibert; 19 ноября [1 декабря] 1869, Санкт-Петербург, Российская империя — 27 августа [9 сентября] 1905, там же) — русская поэтесса, подписывавшаяся псевдонимом Ми́рра Ло́хвицкая; сестра Тэффи и Н. А. Лохвицкого. К концу 1890-х годов достигшая творческого пика и массового признания, вскоре после смерти Лохвицкая была практически забыта. В 1980—1990-е годы интерес к творчеству поэтессы возродился; некоторые исследователи считают её основоположницей русской «женской поэзии» XX века, открывшей путь А. А. Ахматовой и М. И. Цветаевой.

## Биография
Мария Александровна Лохвицкая родилась 19 ноября (1 декабря) 1869 года в Санкт-Петербурге в семье адвоката Александра Владимировича Лохвицкого (c 13 августа 1874 года — присяжного поверенного в Москве) и Варвары Александровны (урождённой Гойер, фр. Hoer), обрусевшей француженки, женщины начитанной и увлекавшейся литературой. Через три года после рождения Марии на свет появилась Надежда (1872—1952), впоследствии вошедшая в литературу под псевдонимом Тэффи.
В 1874 году Лохвицкие переехали в Москву. В 1882 году Мария поступила в Московское Александровское мещанское училище (позже переименованное в Александровский институт), где обучалась, живя пансионеркой за счёт родителей. Сведения о том, что её преподавателем русской словесности был А. Н. Майков, ошибочны (в эти годы он жил в Петербурге). В пятнадцатилетнем возрасте Лохвицкая начала писать стихи, и на её поэтическое дарование тут же обратили внимание. Незадолго до окончания института два своих стихотворения с разрешения начальства она издала отдельной брошюрой. После смерти мужа Варвара Александровна с младшими дочерьми вернулась в Петербург; сюда же в 1888 году, получив свидетельство домашней учительницы, переехала Мария.
Известно, что сёстры, каждая из которых рано проявила творческие способности, договорились о том, чтобы вступить в литературу по старшинству, дабы избежать зависти и соперничества. Первой, таким образом, должна была это сделать Мария; предполагалось, что Надежда последует примеру старшей сестры уже после того, как та завершит литературную карьеру. Лохвицкая дебютировала в 1888 году, опубликовав несколько стихотворений в петербургском журнале «Север»; тогда же вышли отдельной брошюрой стихотворения «Сила веры» и «День и ночь». Последовали публикации в «Художнике», «Всемирной иллюстрации», «Русском обозрении», «Северном вестнике», «Неделе», «Ниве». Поэтесса подписывалась сначала как «М. Лохвицкая», затем как «Мирра Лохвицкая»; друзья и знакомые также стали звать её именно так. К этому времени относятся знакомства поэтессы с Вс. Соловьёвым, И. Ясинским, В. И. Немировичем-Данченко, А. Коринфским, П. Гнедичем, В. С. Соловьёвым. Всеволод Соловьёв считался «крёстным отцом» поэтессы в литературе; последняя, как сам он не раз отмечал впоследствии, всегда доставляла ему, как учителю, «гордую радость удовлетворённого чувства». Первую известность принесла Лохвицкой публикация поэмы «У моря» в журнале «Русское обозрение» (1891, № 8). В 1891 году Мирра Лохвицкая вышла замуж за Евгения Эрнестовича Жибера, инженера-строителя, сына профессора архитектуры Эрнста Ивановича Жибера, с которым Лохвицкие соседствовали в Ораниенбауме, где у них была дача. Год спустя супруги покинули столицу и переехали сначала в Ярославль, затем — в Москву.
В 1896 году Лохвицкая выпустила первый сборник «Стихотворения (1889—1895)»: он имел мгновенный успех и год спустя был удостоен престижной Пушкинской премии. «После Фета я не помню ни одного настоящего поэта, который так бы завоёвывал, как она, „свою“ публику», — писал В. И. Немирович-Данченко. Известный в те годы литератор (и брат знаменитого театрального деятеля) о своём первом впечатлении от её стихов: «словно на меня солнцем брызнуло». Первый сборник, в основном воспевавший любовь как «светлое романтическое чувство, приносящее семейное счастье и радость материнства», был посвящён мужу; включены в него были и стихотворения, обращённые к сыну. В 1898 году вышел второй сборник, «Стихотворения (1896—1898)»; в 1900 году обе книги были опубликованы отдельным изданием.
Переехав в Петербург, поэтесса, привязанная к дому и детям, нечасто появлялась на публике. Она вошла в литературный кружок К. К. Случевского (который считался «поэтической академией» рубежа XIX—XX веков), где бывала нечасто, оправдывая своё отсутствие болезнью кого-либо из детей или собственным недомоганием. О том, что ожидалась она здесь всегда с нетерпением, можно судить по анонимной записи в одном из журналов: «И досадно, и обидно, / Что-то Лохвицкой не видно», — от 4 февраля 1900 года. Хозяин «пятниц» Случевский, неизменно называвший Лохвицкую «сердечно чтимая поэтесса», не уставал приглашать её, «подтверждая всякий раз, что её место — почётное, рядом с ним». Известно, однако, что круг литературных связей Лохвицкой был узок: из символистов наиболее дружественно относился к ней Ф. К. Сологуб.

### Пик популярности
К концу 1890-х годов Лохвицкая приобрела статус едва ли не самой заметной фигуры среди поэтов своего поколения, оказавшись практически единственной представительницей поэтического сообщества своего времени, обладавшей тем, что позже назвали бы «коммерческим потенциалом». Е. Поселянин вспоминал, что спросил однажды у К. Случевского, как идут его книги. «Стихи идут у всех плохо, — откровенно отвечал тот. — Только Лохвицкая идёт бойко».
При этом «её успеху не завидовали — эта маленькая фея завоевала всех ароматом своих песен…», — писал В. И. Немирович-Данченко. Он же замечал: Лохвицкой не пришлось проходить «сквозь строй критического непонимания». В равной степени принятая литературным кругом и широкой публикой, она с каждым новым произведением «всё дальше и дальше оставляла за собою позади молодых поэтов своего времени, хотя целомудренные каплуны от литературы и вопияли ко всем святителям скопческого корабля печати и к белым голубям цензуры о безнравственности юного таланта». Л. Н. Толстой снисходительно оправдывал ранние устремления поэтессы: «Это пока её зарядило… Молодым пьяным вином бьёт. Уходится, остынет и потекут чистые воды!». Была лишь одна претензия, которую Лохвицкой приходилось выслушивать повсеместно: она касалась отсутствия в её поэзии «гражданственности». В. И. Немировичу-Данченко московский литератор Лиодор Пальмин писал об этом так:

На нашем горизонте новая звезда. Ваша питерская Мирра Лохвицкая — птичка-невеличка, от земли не видать, а тот же Вукол Лавров читает её и пузыри на губы пускает. Начал бы её в «Русской мысли» печатать, да боится наших Мидасов-Ослиные уши, чтобы те его за отсутствие гражданского протеста не пробрали. Вы ведь знаете, Москва затылком крепка…
Третий сборник произведений Лохвицкой, «Стихотворения (1898—1900)», был опубликован в 1900 году. Сюда, помимо новых стихотворений, вошли три драматических произведения: «Он и она. Два слова», «На пути к Востоку» и «Вандэлин». Во втором из них исследователи отмечали автобиографические мотивы: история знакомства поэтессы с К. Бальмонтом (он угадывается в образе греческого юноши Гиацинта), женитьба героя на дочери богатого купца (в «роли» Е. А. Андреевой — гречанка Комос), отъезд супружеской четы за границу.
В четвёртый сборник «Стихотворения. Том IV (1900—1902)» вошли также «Сказка о Принце Измаиле, Царевне Светлане и Джемали Прекрасной» и пятиактная драма «Бессмертная любовь». Последняя была отмечена как «самая выношенная и выстраданная из всех подобных произведений Лохвицкой»; сюжет её был фрагментарно подготовлен такими вещами, как «Прощание королевы», «Покинутая», «Серафимы»; «Праздник забвения», «Он и она. Два слова». Исследователи отмечали: несмотря на то, что в драме угадываются автобиографические моменты, её персонажи, судя по всему, — собирательные, причём в главном герое, наряду с Бальмонтом и Жибером, явно угадывается некто третий. Сюжет драмы «Бессмертная любовь» имеет прямое отношение к оккультизму; сама Лохвицкая им не увлекалась, но, как пишет исследовательница её творчества Т. Александрова (имея в виду «магические» эксперименты В. Брюсова и загадочный характер «болезни», приведшей поэтессу к гибели), «можно предположить, что объектом оккультного воздействия она всё же оказалась».
За пятый сборник (1904) М. Лохвицкая в 1905 году (посмертно) была удостоена половинной Пушкинской премии. Третий и четвёртый сборники тогда же получили почётный отзыв Академии наук. В 1907 году вышел посмертный сборник стихотворений и пьес Лохвицкой «Перед закатом», заставивший критику по-новому оценить творчество поэтессы. Рецензировавший книгу М. О. Гершензон, отметив, что за небольшим исключением «пьесы страдают туманностью, их фантастика искусственна и неубедительна и больше чувствуется порыв, чем творческая сила», обнаружил силу автора в мистическом видении:

Только там, где Лохвицкая в чистом виде старалась выразить свою веру, своё мистическое постижение, не пытаясь облечь их в образы, там ей удавались подчас истинно-поэтические создания. <…> Её дух был слишком слаб, чтобы выработать в себе всеобъемлющую мистическую идею; она точно ощупью двигается в этом тютчевском мире и с трогательной беспомощностью стремится выразить огромное неясное чувство, наполняющее её.— М. Гершензон. Вестник Европы, 1908

### Болезнь и смерть
В конце 1890-х годов здоровье Лохвицкой стало стремительно ухудшаться. Она жаловалась на боли в сердце, хроническую депрессию и ночные кошмары. В декабре 1904 года болезнь обострилась; поэтесса (как позже говорилось в некрологе) «порой с большим пессимизмом смотрела на своё положение, удивляясь, после ужасающих приступов боли и продолжительных припадков, что она ещё жива». На лето Лохвицкая переехала на дачу в Финляндию, где «под влиянием чудесного воздуха ей стало немного лучше»; затем, однако, пришлось не только перевезти её в город, но и поместить в клинику, «чтобы дать полный покой, не достижимый дома». Лохвицкая умирала мучительно: её страдания «приняли такой ужасающий характер, что пришлось прибегнуть к впрыскиваниям морфия». Под воздействием наркотика последние два дня жизни больная провела в забытьи, а скончалась — во сне, 27 августа 1905 года. 29 августа состоялось отпевание поэтессы в Духовской церкви Александро-Невской лавры; там же, на Никольском кладбище, она, в присутствии лишь близких родственников и друзей, была похоронена.
Наиболее точные сведения о причине смерти М. А. Лохвицкой даёт в своих записях Ф.Ф. Фидлер:

27 августа в Бехтеревской клинике умерла Лохвицкая — от сердечного заболевания, дифтерита и Базедовой болезни.— Фидлер Ф.Ф. Из мира литераторов. 2008
Часто приводившиеся в биографических справках сведения о том, что поэтесса умерла от туберкулёза лёгких, ошибочны. В некрологе Ю. Загуляевой упомянута хроническая стенокардия — что согласуется с данными Фидлера. Современниками не раз высказывалось мнение, что кончина поэтессы была напрямую связана с её душевным состоянием. «Она рано умерла; как-то загадочно; как последствие нарушенного равновесия её духа… Так говорили…», — писала в воспоминаниях дружившая с Лохвицкой поэтесса И. Гриневская.

## Семья и личная жизнь
Мария Александровна Лохвицкая родилась в семье адвоката Александра Владимировича Лохвицкого (1830—1884), учёного, автора трудов по юриспруденции, которого называли одним из «талантливейших поэтов трибуны своего времени» и Варвары Александровны (урожденной Гойер, фр. Hoer, ум. не ранее 1917). 30 ноября 1869 года (старого стиля) девочку крестили в Сергиевском всей артиллерии соборе, находившемся по соседству с домом Лохвицких; восприемниками при крещении были подполковник В. А. фон Гойер и Е. А. Бестужева-Рюмина. Три года спустя родилась младшая сестра Марии, Надежда Александровна (1872—1952), ставшая впоследствии известной как Тэффи.
Семья А. В. Лохвицкого была многодетной, а разница в возрасте между старшими и младшими детьми — значительной (точное их число установлено не было). Известность получил брат Марии Николай Александрович Лохвицкий (1868—1933), генерал, во время Первой мировой войны командовавший корпусом во Франции, в Гражданскую войну участвовавший в Белом движении (и некоторое время командовавший 2-й колчаковской армией). Тэффи часто упоминала сестру Елену (1874—1919, по мужу — Пландовскую), с которой была очень дружна. Елена тоже писала стихи, впоследствии совместно с Тэффи переводила Мопассана, состояла в обществе драматических писателей, но профессиональным литератором себя не считала. Известны имена ещё двух старших сестёр — Варвары Александровны (в замужестве Поповой) и Лидии Александровны (Кожиной).
В 1891 году М. А. Лохвицкая вышла замуж за инженера-строителя Евгения Эрнестовича Жибера, сына обрусевшей француженки Ольги Фегин (1838—1900) и Эрнеста Ивановича Жибера (1823—1909). Последний родился в Париже, в 1840-х годах приехал в Петербург, окончил Академию художеств и остался в России, где был, в частности, профессором Института гражданских инженеров. Свой дебютный сборник поэтесса посвятила мужу; между тем, некоторые её ранние стихи указывали и на некую тайную любовь, несчастливую или неразделённую. Отмечалось, что «некоторый материал для размышлений» на этот счёт даёт факт знакомства Лохвицкой с исследователем Сибири и Дальнего Востока Н. Л. Гондатти. Если верить мемуарам В. И. Немировича-Данченко, на его вопрос, любит ли она своего жениха, Лохвицкая решительно ответила «нет», хотя тут же прибавила: «А впрочем, не знаю. Он хороший… Да, разумеется, люблю. Это у нас, у девушек, порог, через который надо переступить. Иначе не войти в жизнь». Впрочем, как отмечает Т. Александрова, принимать это свидетельство безоговорочно нельзя: в своих воспоминаниях Немирович-Данченко обращался «с фактами достаточно вольно».
У Лохвицкой и Е. Жибера было пятеро сыновей: Михаил (1891—1967), Евгений (1893—1942), Владимир (1895—1941), Измаил (1900—1924), Валерий — родился осенью 1904 года. Сыновья Михаил и Измаил покончили жизнь самоубийством. Известно, что поэтесса всё своё время отдавала детям; о её отношении к ним можно судить по шуточному стихотворению, где каждому даётся краткая характеристика («Михаил мой — бравый воин, крепок в жизненном бою…»).

### История псевдонима
Существует легенда (документально не подтверждённая), согласно которой, умирая, прадед Марии Кондрат Лохвицкий произнёс слова: «ветер уносит запах мирры…» и изменить имя Мария решила, узнав о семейном предании. Из воспоминаний младшей сестры следует, что существует ещё как минимум одна версия происхождения псевдонима. Надежда Лохвицкая вспоминала, что все дети в семье писали стихи, причём занятие это считали «почему-то ужасно постыдным, и чуть кто поймает брата или сестру с карандашом, тетрадкой и вдохновенным лицом — немедленно начинает кричать: — Пишет! Пишет!»

Вне подозрений был только самый старший брат, существо, полное мрачной иронии. Но однажды, когда после летних каникул он уехал в лицей, в комнате его были найдены обрывки бумаг с какими-то поэтическими возгласами и несколько раз повторённой строчкой: «О Мирра, бледная луна!». Увы! И он писал стихи! Открытие это произвело на нас сильное впечатление, и, как знать, может быть, старшая сестра моя Маша, став известной поэтессой, взяла себе псевдоним «Мирра Лохвицкая» именно благодаря этому впечатлению.— Тэффи. Автобиографические рассказы, воспоминания
Между тем, как отмечает Т. Александрова, упомянутая строка представляет собой искажённый перевод начала романса «Mira la bianca luna…» («Смотри, вот бледная луна…» — итал.), упоминаемого в романе И. Тургенева «Дворянское гнездо». Исследовательница отмечала, что этот романс могла исполнять и Маша Лохвицкая, учившаяся «итальянскому» пению в институте; таким образом — отсюда заимствовать псевдоним, вне зависимости от истории с поэтическими изысками брата, описанными Тэффи. Тот факт, что «строка прообразует не только литературное имя будущей поэтессы, но и часто встречающийся у неё мотив луны» («Sonnambula», «Союз магов» и др.), по мнению исследовательницы, косвенно свидетельствует в пользу этой версии.

### Отношения с К. Бальмонтом
Лохвицкая и К. Д. Бальмонт познакомились предположительно в Крыму, в 1895 году. Сближение было предопределено общностью творческих принципов и представлений двух поэтов; вскоре «вспыхнула и искра взаимного чувства», реализовавшегося в поэтической переписке. Бальмонт в стихах поэтессы стал «Лионелем», юношей с кудрями «цвета спелой ржи» и глазами «зеленоватосиними, как море». «Литературный роман» Лохвицкой и Бальмонта получил скандальную огласку; неоднократно подразумевалось, что оба поэта были физически близки. П. П. Перцов, упоминая об их «нашумевшем романе», отмечает, что последний «положил начало» прочим романтическим увлечениям поэта.
Сам Бальмонт в автобиографическом очерке «На заре» утверждал, что с Лохвицкой его связывала лишь «поэтическая дружба». Документально ни подтвердить, ни опровергнуть это стало впоследствии невозможно: при том, что существует значительное число поэтических взаимопосвящений, сохранилось лишь одно письмо Бальмонта Лохвицкой, сдержанное и холодное. Известно, что поэты встречались нечасто: бо́льшую часть периода их знакомства Бальмонт находился за границей. Как писала позже Т. Александрова, «свой долг жены и матери Лохвицкая чтила свято, но была не в состоянии загасить вовремя не потушенное пламя».
После очередного отъезда Бальмонта за границу в 1901 году личное общение между ними, судя по всему, прекратилось, а стихотворная перекличка переросла в своего рода поединок всё более зловещего и болезненного свойства («Его натиску соответствуют её мольбы, его торжеству — её отчаяние, угрозам — ужас, а в её кошмарах на разные лады повторяется ключевое выражение: злые чары»). «Мучительная борьба с собой и с полуденными чарами» не только составляла суть поздней лирики поэтессы, но, как полагают многие, послужила основной причиной глубокой депрессии, которая во многом и предопределила её раннюю кончину.
Бальмонт не присутствовал на похоронах Лохвицкой и вскоре после смерти поэтессы с нарочитой пренебрежительностью отозвался о ней в письме В. Брюсову. Кроме того, в своём сборнике, так и названном: «Злые чары», создаваемом непосредственно после смерти Лохвицкой, он продолжает издевательски откликаться на образы её поэзии. Тем не менее он, очевидно, весьма тяжело переживал смерть возлюбленной; в память о ней он назвал дочь от брака с Е. К. Цветковской, и, судя по всему, видел в ней некую реинкарнацию поэтессы. Дочь от связи с Дагмар Шаховской была названа Светланой (так зовут героиню небольшой поэмы Лохвицкой «Сказка о принце Измаиле, царевне Светлане и Джемали Прекрасной»).
Ф. Ф. Фидлер, рассказывая о встрече с Бальмонтом в конце 1913 года (через 8 лет после смерти Лохвицкой), сообщает следующее:

О Мирре Лохвицкой <…> Бальмонт сказал, что любил её и продолжает любить до сих пор: её портрет сопровождает его во всех путешествиях…— Фидлер Ф.Ф. Из мира литераторов. 2008

## Характер и внешность
О М. А. Лохвицкой осталось немного воспоминаний, что было обусловлено несколькими причинами. Замкнутая и застенчивая, поэтесса редко выходила в свет, оправдывая своё затворничество домашними делами, болезнями детей, позже — ухудшившимся самочувствием. Многие из тех, с кем она поддерживала дружеские отношения, принадлежали к старшему поколению и умерли раньше неё (К. К. Случевский, Вс. Соловьёв, А. И. Урусов), не оставив воспоминаний. Её отношения со сверстниками были непростыми, причём, если Брюсов и Гиппиус открыто выражали ей свою антипатию, то другие проявили в мемуарах, на первый взгляд, необъяснимую сдержанность: так, почти ничего не написали о поэтессе люди, лучше других знавшие её: Тэффи и Бальмонт (который в течение всей своей жизни держал на письменном столе портрет Лохвицкой).

Возможно, самый яркий (но при этом, как отмечалось позже, почти наверняка идеализированный) портрет поэтессы создал в своих воспоминаниях Василий Немирович-Данченко, с которым у юной Лохвицкой сложились доверительные отношения:
…Родилась и выросла в тусклом, точащем нездоровые соки из бесчисленных пролежней Петербурге, — а вся казалась чудесным тропическим цветком, наполнявшим мой уголок странным ароматом иного, более благословенного небесами края… Чудилась душа, совсем не родственная скучному и скудному, размеренному укладу нашей жизни. И мне казалось: молодая поэтесса и сама отогревается в неудержимых порывах вдохновения, опьяняется настоящею музыкою свободно льющегося стиха.В. И. Немирович-Данченко. «На кладбищах». 1922
Как вспоминал В. Немирович-Данченко, она «не была самолюбивой и жадной искательницей странного и неясного, вместо оригинального, она не выдумывала, не кудесничала, прикрывая непонятным и диким отсутствие красоты и искренности. Это была сама непосредственность, свет, сиявший из сердца и не нуждавшийся ни в каких призмах и экранах…».
Эффектная внешность во многом способствовала росту популярности М. Лохвицкой; она же, как отмечалось, «впоследствии… стала препятствием к пониманию её поэзии». По мнению Т. Александровой, «далеко не все хотели видеть, что внешняя привлекательность сочетается в поэтессе с живым умом, который со временем всё яснее стал обнаруживать себя в её лирике. Драма Лохвицкой — обычная драма красивой женщины, в которой отказываются замечать что бы то ни было, помимо красоты».
Есть сведения о том, что поэтесса имела успех на литературных вечерах, но известно также, что эти выступления были немногочисленными и скованными. Вспоминая один из таких вечеров, Е. Поселянин писал: «Когда она вышла на сцену, в ней было столько беспомощной застенчивости, что она казалась гораздо менее красивою, чем на своей карточке, которая была помещена во всех журналах». Соседка и подруга Лохвицкой Изабелла Гриневская вспоминала о встречах с поэтессой на артистических вечерах, однако она не указала, принимала ли Лохвицкая в них какое бы то ни было участие, кроме зрительского: «Мы встретились с нею на вечере у Яворской. Эта интересная актриса умела не только играть на сцене, но и принимать гостей, давая им возможность и себя проявить. На небольшой эстраде создался импровизированный концерт. Выступали некоторые из числа гостей. Случайно я очутилась рядом с Лохвицкой, совершенно тогда для меня незнакомой, кроме её имени и некоторых стихов.», — вспоминала она
Как отмечали многие из тех, кто знал Лохвицкую лично, «вакхический» характер творчества поэтессы являл собою полный контраст с её реальным характером. Автор необычайно смелых для своего времени, подчас открыто эротических стихов, в жизни она была «самой целомудренной замужней дамой Петербурга», верной женой и добродетельной матерью. При этом, как отмечает Т. Александрова, в кругу друзей Лохвицкую окружала «своеобразная аура всеобщей лёгкой влюблённости». Лохвицкая — одна из немногих, о ком обычно язвительный И. А. Бунин оставил самые приятные воспоминания. «И всё в ней было прелестно: звук голоса, живость речи, блеск глаз, эта милая лёгкая шутливость… Особенно прекрасен был цвет её лица: матовый, ровный, подобный цвету крымского яблока», — писал он. В. Н. Муромцева-Бунина так вспоминала об их отношениях, перефразируя слышанное от мужа:

Познакомился он в Москве, а потом и подружился, с поэтессой Миррой Лохвицкой, сестрой Тэффи. У них возникла нежная дружба. Он всегда восхищался ею, вспоминая снежный день на улице, её в нарядной шубке, занесённой снегом. Её считали чуть ли не за вакханку, так как она писала стихи о любви и страсти, а между тем она была домоседкой, матерью нескольких детей, с очень живым и чутким умом, понимавшая шутку.— Муромцева-Бунина В. Н. Жизнь Бунина. 1989
Бунин и сам констатировал: поэтесса, воспевавшая страсть, в быту — «большая домоседка, по-восточному ленива: часто даже гостей принимает лёжа на софе в капоте, и никогда не говорит с ними с поэтической томностью, а напротив. Болтает очень здраво, просто, с большим остроумием, наблюдательностью и чудесной насмешливостью». Писатель нередко посещал дом поэтессы, «был с ней в приятельстве» и замечал: «мы даже называли друг друга уменьшительными именами, хотя всегда как будто иронически, с шутками друг над другом». Бунин оставил мало документальных свидетельств об этой дружбе. Отмечалось, однако, что образ Лохвицкой, запечатлённый писателем в воспоминаниях, органично вписался «в галерею незабываемых женских образов его художественной прозы» (можно предположить его отражение в рассказе «Лёгкое дыхание», в ряде стихотворений Бунина, а также в некоторых чертах Лики в «Жизни Арсеньева»).

Василий Немирович-Данченко, рассуждая много лет спустя о том, как губит талант супружеская жизнь, находил определённую закономерность в том, что жизнь поэтессы «…оборвалась рано, внезапно и трагически». И всё же, писал он, — 
...Я до сих пор не могу равнодушно вспоминать её. Не в силах — прошли уже годы — помириться, не погрешу, сказав — с великою потерей для нашей литературы. Каждый раз, читая её стихи, я вижу её в уютной комнате отеля, в углу оливкового бархатного дивана, свернувшуюся, как котёнок, под неровным огнём ярко пылавшего камина. Под этим светом, казалось, в её прелестных глазах загоралось пламя… Мне слышится её нервный, нежный голос… Звучат строфа за строфою, увлекая меня и часто Вл. Соловьёва в волшебную поэтическую грёзу. В какие светлые миры она умела уносить тех, кто её слушал! И как прелестно было всё так и мерцавшее лицо, смуглое, южное, золотистое!..  Я не был на её похоронах. Я хотел, чтобы она осталась в моей памяти таким же радостным благоуханным цветком далекого солнечного края, заброшенным в тусклые будни окоченевшего севера.Вас. Ив. Немирович-Данченко

## Анализ творчества
Ранние стихи Мирры Лохвицкой не отличались формальной новизной, но, как впоследствии признавалось, «принципиально новым было в них утверждение чисто-женского взгляда на мир»; в этом отношении именно Лохвицкая считается основоположницей русской «женской поэзии» XX века, проложившей путь для А. А. Ахматовой, М. И. Цветаевой и других русских поэтесс. Как писал М. О. Гершензон, «стихотворения Лохвицкой не были оценены по достоинству и не проникли в большую публику, но кто любит тонкий аромат поэзии и музыку стиха, те сумели оценить её замечательное дарование…». В рецензии на посмертно изданный сборник «Перед закатом» (1907) Гершензон писал:

Прежде всего, очарователен стих Лохвицкой. Вся пьеса удавалась ей сравнительно редко: она точно не донашивала свой поэтический замысел и воплощала его часто тогда, когда он в ней самой ещё не был ясен. Но отдельная строфа, отдельный стих часто достигают у неё классического совершенства. Кажется, никто из русских поэтов не приблизился до такой степени к Пушкину в смысле чистоты и ясности стиха, как эта женщина-поэт; её строфы запоминаются почти так же легко, как пушкинские.— Гершензон М. О., Вестник Европы, 1908
Природную музыкальность стиха поэтессы отмечал и Вас. Немирович-Данченко: «Каждая строчка теплилась красивою, чисто южною страстью и таким проникновением в природу, какого не было даже у больших поэтов в почётном углу русского Парнас. Она уже и тогда в полной мере обладала техникой. Ей нечему было учиться у версификаторов, которых мы часто величали лаврами истинной поэзии. Она больше, чем кто-нибудь, отличалась музыкальным ухом и, пробегая по строкам взглядом, слышала стихи».
Энциклопедический словарь Брокгауза и Ефрона, где Лохвицкая характеризовалась как «одна из самых выдающихся русских поэтесс», подтверждал: «Стих её изящен, гармоничен, лёгок, образы всегда ярки и колоритны, настроение ясное, язык пластичен». При этом отмечалось: несмотря на то, что поэтессу многие причисляли к декадентам, в действительности у Лохвицкой не было «и тени той расслабленности, нервной разбитости, вычурности и вообще болезненности и экстравагантности», что ассоциировались с декадентством; напротив, она полнилась жаждой жизни, выражая стремление наслаждаться и отдаваться «своим порывам со всей полнотой напряжённого чувства». Были и противоположные мнения: А. И. Измайлов усматривал в даровании Лохвицкой «естественный скат к декадентству», чему способствовало «хорошее теоретическое знание оккультизма». Её «подделки под мистические заклинания превосходно ухватывают дух и тон созданий старинной народной выдумки», — отмечал критик.
С. А. Венгеров замечал в творчестве поэтессы «тот же прилив общественной бодрости, который выразился в смелом вызове марксизма», отмечая тут же, что «настроение Лохвицкой совершенно чуждо общественных интересов»:

Представления поэтессы о цели и задачах жизни совершенно восточные; всю силу своего порыва и жажды жизни она направила исключительно в сторону любви. Она говорила с полной откровенностью о «желаньях души огневой», о «страсти бешеной» и т. п., но прямота и своеобразная наивность, с которой она создавала апофеоз страсти, придавала ему большую прелесть.
— С. Венгеров, ЭСБЕ

Между тем, Т. Александрова, отмечая, что Лохвицкая была не только «певицей страсти», но и по складу натуры — мистиком, приводила в качестве примера строки: 
…Мне ненавистен красный цвет
За то, что проклят он. 
В нём — преступленья долгих лет,
В нём — казнь былых времён…
«Это было сказано ещё до первой русской революции, которую Лохвицкая и разглядеть-то не успела. В сущности, одного этого стихотворения было достаточно, чтобы поэта не печатали при Советской власти», — замечает исследовательница.
О мистической стороне дара поэтессы писал и Вяч. Иванов. Отмечая цельность поэтической натуры Лохвицкой, которая, по его мнению, являла собой редкий пример античной гармонии в современном человеке «…и к христианству относилась… с мягким умилением нераздвоенной, извне стоящей души языческой, откликаясь на него всею природной, здоровой добротой своей», он считал поэтессу не «вакханкой безумно-роскошных, безбожно-плотских вакханалий позднего язычества», но — «истинной вакханкой». Иванов писал: «В качестве вакханки истинной <она> таила в себе роковую полярность мировосприятия. Страсти отвечает смерть, и наслажденью — страдание. В той же мере, в какой вдохновляла поэтессу красота сладострастия, — её притягивал демонический ужас жестокости. С дерзновенным любопытством останавливается она над безднами мучительства; средневековье дышит на неё мороком своих дьявольских наваждений; исступленная, она ощущает себя одною из колдуний, изведавших адское веселье шабаша и костра».
Раздвоенность в иной плоскости отмечал в творчестве М. Лохвицкой и А. А. Курсинский. Он считал, что поэтесса находилась «…высоко над немой юдолью забот и печалей и жила словно в ином счастливейшем мире, где всё — красота и блаженство, бесконечная, хрустально-искристая сказка», отчего многим казалась «далекой и чуждой». Между тем, как считал критик, её «жгучие грёзы были вскормлены общечеловеческой скорбью о недосягаемом счастье, ей слышались райские хоры, но слышались сквозь унылые звоны монотонных напевов земли», а творческим мотивом было стремление «свести провидимое небо на землю, а не в стремлении отойти от земли».
А. И. Измайлов, считавший, что Лохвицкая — «самая видная и… единственная, если применять строгую и серьёзную точку зрения, русская поэтесса», писал: «Пламенная, страстная, женственно-изящная, порой в своих стихах слишком нервная, почти болезненная, но всегда индивидуальная, она явилась странным сочетанием земли и неба, плоти и духа, греха и порыва ввысь, здешней радости и тоски по „блаженстве нездешней страны“, по грядущем „царстве святой красоты“. Отсутствие сильных и равных ставило её явно первою среди женской поэзии». Называя её певицей «…жгучей, пылающей, истомной страсти», критик отмечал: даже со сменой настроений в последующих её книгах читатели и критика «не забыли первого, ярко окрашенного впечатления», которое «осталось господствующим». Измайлов напоминал, что многие отмечали «односторонность музы Лохвицкой», которая с годами становилась лишь определённее. По его мнению, любовная лирика поэтессы производила «порой несколько болезненное впечатление»; в ней часто был явен «болезненный нервический излом…».
Е. Поселянин, называя М. Лохвицкую крупнейшей фигурой среди поэтов нового поколения, ставил её выше И. Бунина («недостаточно ярок»), К. Бальмонта и А. Белого («…дают среди вороха малопонятных сумбурных творений лишь небольшое количество стройных и подчас прекрасных вещей»). По мнению писателя, Лохвицкая «обладала одним из отличительных признаков истинного дарования — чрезвычайною понятностью содержания и определённостью формы». Признавая мировоззренческую узость творчества поэтессы («Муки и радости, вопли печали и крики восторга любящего, вечно распалённого женского сердца») и упоминая адресовавшиеся ей упрёки в «преувеличенности, в чересчур жгучем пламени страсти», Поселянин замечал:

Она была одна из первых женщин, так же откровенно говоривших о любви с женской точки зрения, как раньше говорили о ней, со своей стороны, только поэты. Но как ни смотреть на эту непосредственность её поэтической исповеди, в ней была великая искренность, которая и создала её успех, вместе со звучною, блестящею, чрезвычайно отвечавшею настроению данного стихотворения, формой.— Е. Поселянин. Отзвеневшие струны. 1905
Признавая, что в стихах Лохвицкой «…билось сердце мятежное, ищущее, неудовлетворённое, отчасти языческое», Поселянин уточнял: «Но эта, по большей части физическая, страсть доходила и до высоких порывов самоотвержения». Лохвицкая, как он считал, невольно отдавшая «дань мистическим чаяниям того народа, среди которого родилась», всё же «в область онтологии… сумела внести самый возвышенный и поэтический элемент: любовь никогда не умирающую и расцветающую в полной и совершенной силе в вечности». Отмечалось, что это мнение особенно интересно тем, что принадлежит автору, прославившемуся духовными книгами по истории православия: «Характерно, что мистику любви Лохвицкой Поселянин не считает тёмной — он ясно видит её светлые стороны… <Его заметка> — хороший аргумент против зачисления поэтессы в ряды „жрецов тьмы“», — писала Т. Александрова.

### Тема любви
Поэзия Лохвицкой, изящная и колоритная, была посвящена почти исключительно романтическим чувствам. Строка: «Это счастье — сладострастье» стала своего рода девизом поэтессы, о которой некоторые критики говорили не иначе, как о «русской Сафо». «Теме женской любви подчинено всё её творчество; иногда встречаются исторические мотивы. Мастеровитые стихи богаты образами и сравнениями, их структура определяется параллелизмами, они не повествовательны, проникнуты романтикой, эротикой, в них выражается приятие мира как принцип — и по отношению к возлюбленному, и к смерти», — отмечал В. Казак («Лексикон русской литературы XX века»).
В своих ранних произведениях поэтесса воспевала любовь как светлое романтическое чувство, путь к семейному счастью и радости материнства. Постепенно тематика её произведений сузилась; в жизнь её лирической героини вторглась «греховная страсть, вносящая в её душу разлад»; в любовной лирике появилась сюжетность. Возникновению над образом Лохвицкой ореола «вакханки» во многом способствовал её «литературный роман» с К. Д. Бальмонтом. Как писал С. Венгеров, —

В эротизме Лохвицкой следует различить три периода. Если и в первом сборнике попадаются вещи прямо циничные, то общую окраску ему, всё-таки, сообщала наивная грациозность; «сладостные песни любви» были, притом, посвящены мужу поэтессы за то, что он доставил ей «счастье и радость». С выходом второго сборника застенчивая окраска юных восторгов исчезает. Чувства певицы приобретают исключительно-знойный характер. <…> С III сборником она вступает в последний фазис, где тени уже гораздо больше, чем света. Общий тон поэзии Лохвицкой теперь уже нерадостный; очень много говорится о страданиях, бессилии, смерти. Прежняя простота и ясность сменяется вычурностью. Сюжеты становятся всё изысканнее… — ЭСБЕ, М. Лохвицкая
Последние годы творческой жизни М. Лохвицкой были отмечены упадническими настроениями. Уже помещённое в III том стихотворение: «Я хочу умереть молодой, золотой закатиться звездой, облететь неувядшим цветком. / Я хочу умереть молодой… Пусть не меркнет огонь до конца, и останется память о той, что для жизни будила сердца» — было впоследствии признано «ясно-осознанной пророческой эпитафией». По мере роста популярности «русской Сафо» критика находила в её поэзии уже «больше искренности, чем нескромности». В IV томе, вышедшем в 1903 году, от недавней страстности не осталось и следа. Стихи с призывами к возлюбленному, написанные к этому времени, поэтесса сюда не включила. Зато здесь ощущается предчувствие близкой смерти; в некоторых стихотворениях Лохвицкая мысленно распрощалась с детьми, завещая им христианские идеалы и поиски пути «в сады живого Бога».
М. Гершензон, прослеживая по сборнику «Перед закатом» (1907) пройденный поэтессой недолгий путь, отмечал: если в её ранних стихотворениях преобладал мотив, выраженный призывом: «Спеши, возлюбленный! Сгорает мой елей!», то в поздних вещах душа поэта словно бы стала «тише и глубже; за страстью, за красочным покровом бытия ей открылась таинственная связь явлений — точно раздвинулись стены и взор проник в загадочную даль». А. Измайлов писал, что Лохвицкой была «ведома тайна настоящей красоты, и она спела красиво, искренно и смело ту Песнь Песней, которую до неё на русском языке не спела ни одна поэтесса».

### Значение
Мирра Лохвицкая, имевшая огромный успех в конце 1890-х годов, к концу жизни заметно утратила популярность: в её адрес были обращены «холодные насмешки законодателей литературной моды, мелочные придирки критиков и равнодушие читающей публики, не удостоившей прежнюю любимицу даже живых цветов на похоронах». Последним отзвуком прижизненной славы Лохвицкой стало увлечение её творчеством Игоря Северянина, который в честь поэтессы назвал свою фантастическую страну «Миррэлия», но (согласно Т. Александровой) неумеренные восторги «короля поэтов» не способствовали адекватному пониманию её поэзии.
В советский период имя Лохвицкой было прочно забыто, как на родине, так и в русском зарубежье; критики уличали её в «ограниченности, тривиальности, салонности, вульгарности». В течение более чем девяноста лет стихи М. Лохвицкой не выходили отдельными изданиями. Широко растиражированным оказалось высказывание В. Брюсова: «Для будущей Антологии русской поэзии можно будет выбрать у Лохвицкой стихотворений 10—15 истинно безупречных…» (имевшее менее известное продолжение: «…но внимательного читателя всегда будет волновать и увлекать внутренняя драма души Лохвицкой, запечатлённая ею во всей её поэзии»).
Положение дел стало меняться в 1990-х годах. Английский «Словарь русских женщин-писательниц» (1994) отмечал, что роль Лохвицкой в женской поэзии «всё ещё ждет взвешенной и справедливой оценки» и что её «влияние на современников и позднейших поэтов только начинает осознаваться». Американский славист В. Ф. Марков утверждал, что «её „жгучий, женственный стих“ определённо заслуживает внимания и реабилитации», и «именно Лохвицкая, а не Ахматова, „научила женщин говорить“». Он же назвал Лохвицкую «кладезем пророческих предвосхищений». Современные исследователи творчества поэтессы признают справедливость упрёка, касавшегося «узости» поэтического мира Лохвицкой, но отмечают несомненную глубину последнего. Как писал Вячеслав Иванов, «глубина её была солнечная глубина, исполненная света, и потому не казавшаяся глубиной непривычному взгляду».

## Адреса
- В Петербурге — Сергиевская улица, дом 3.
- В Ярославле — Романовская ул., дом Кулешова.
- В Москве — дом Бриллиантова на углу 2-го Знаменского и Большого Спасского переулков (ныне- 2-й Колобовский и Большой Каретный).